# بابوا الجنوبية الغربية
مقاطعة بابوا الجنوبية الغربية (بالإندونيسية: Papua Barat Daya)‏ هي إحدى مقاطعات إندونيسيا. عاصمتها سورونغ. وهذه المقاطعة هي امتداد لمنطقة بابوا الغربية. هذه المقاطعة هي مقاطعة رقم الثامن والثلاثين في إندونيسيا

## مناطق الوصاية
تنقسم هذه المقاطعة إلى 5 منطقة وصاية ومدينة واحدة
| اسم منطقة الوصاية أو المدينة | عاصمة      | الوصي                   |
| ---------------------------- | ---------- | ----------------------- |
| منطقة وصاية مايبرات          | كوموركيك   | بيرنهارد روندونووو      |
| منطقة وصاية راجا أمبات       | وايساي     | عبد الفارس أوملاتي      |
| منطقة وصاية سورونج           | أيماس      | يان بيت موسو            |
| منطقة وصاية سورونج الجنوبية  | تيمينابوان | شمس الدين أنجيلولي      |
| منطقة وصاية تامبراو          | فيف        | إينجيلبيرتوس جبريل كوجو |
| مدينة سورونج                 |            | سبتينوس لوبات           |